# I misteri di Rock Island
I misteri di Rock Island  è una sitcom australiana, ideata da Matthew Cooke, per il network televisivo Nickelodeon.
La serie va in onda in Australia dal 2 maggio 2022 al 27 maggio 2022 su 10 shake e il giorno successivo su Nickelodeon. In italia, il 19 giugno 2022 il canale youtube di Nickelodeon Italia posta un'anteprima con i primi 5 minuti della serie e dal 20 giugno 2022 viene trasmessa in TV.

## Trama
PRIMA STAGIONE 
Episodi de I misteri di Rock Island (prima stagione)
Taylor, Meesha, Ellis, Nori, e Lyla sono un gruppo di amici che vivono sull'isola tropicale di Rock Island. Taylor è affascinata dalla misteriosa scomparsa, avvenuta cinque anni prima, dello zio Charlie, un avventuriero intento ad esplorare l'isola e crede che quest'ultimo sia ancora vivo da qualche parte. Durante il giorno del suo compleanno Taylor riceve un pacco misterioso che si crede sia stato mandato dallo zio Charlie, e si rivela essere il suo taccuino, in cui annotava tutte le sue scoperte. L'isola infatti non è altro che un luogo di numerosi eventi paranormali e misteri che vengono esplorati dai ragazzi in ogni episodio. Taylor e i suoi amici sono determinati a scoprire cos'è successo realmente allo zio e inizialmente credono che quest'ultimo sia stato portato indietro nel tempo per colpa di una frattura spaziotemporale ma ben presto scoprono che si trova in un'altra dimensione. Dopo aver trovato l'aereo dello zio, il Bermuda Queen, il gruppo è però costretto ad affrontare Raquele, una donna inquetante che lavora nella sezione sud del dipartimento di biologia marina di Rock Island chiamato anche istituto "Poseidon", dove lavora la madre di Taylor. Verso la fine della prima stagione il gruppo decide di irrompere nell'istituto, ma viene scoperto da Raquele, che si scopre essere un amica di Charlie e che anche lei vuole scoprire cosa li sia successo. Il gruppo collabora quindi con lei per aprire un portale interdimensionale per raggiungere Charlie e Taylor riesce finalmente a parlare con lui. Charlie rassicura la ragazza e li chiede di proteggere l'isola prima del suo ritorno, proprio prima di andare via con Raquele mentre il portale si sta chiudendo. 

SECONDA STAGIONE Episodi de I misteri di Rock Island (seconda stagione)
TERZA STAGIONE Episodi de I misteri di Rock Island (terza stagione)

## Episodi
| Stagione         | Episodi | Prima TV AU | Prima TV Italia |
| ---------------- | ------- | ----------- | --------------- |
| Prima stagione   | 20      | 2022        | 2022            |
| Seconda stagione | 20      | 2023        | 2023            |
| Terza stagione   | 20      | 2024        | 2025            |